# Fahrenheit (banda)
Fahrenheit fue una banda de hard rock de Santiago, Chile, fundada por el bajista Juan Pablo Lewin y el guitarrista Carlos Otto en 2001. En una década de trayectoria editó tres discos, recibiendo una positiva acogida de la crítica especializada.
En vivo se presentaron en destacados eventos como la primera Cumbre del Rock Chileno, Vive Latino y las aperturas de los shows de Ritchie Kotzen, Evanescence, Mötley Crüe y KISS en Chile. Para el show de Evanescence, Fahrenheit fue personalmente escogido por el manager de la banda norteamericana, Andrew Lurie. 
En el año 2009 Fahrenheit emigra a México, promocionando su disco “Nuevos Tiempos”, producido por el productor multiplatino David Prater (Dream Theater, Dirty Dancing OST).
Las temáticas de sus letras, que alternan entre inglés y español, van desde fantasías adolescentes hasta la física y metafísica del universo, incluyendo sátira y crítica social. 
En el año 2011 los integrantes activos disuelven la banda y crean el colectivo "FHT & sus Amigos".

## Historia
El año 2001, Otto y Lewin invitan al vocalista Chaz Thomson, al baterista Diego Bombardiere y al guitarrista Gabriel Hidalgo a grabar una balada rock titulada "Be mine", canción que deliberadamente buscaba rescatar el estilo Glam Rock de los 80 para desarrollarlo en un contexto sudamericano y atemporal. 
La banda comenzó a hacerse un nombre en el circuito underground de Santiago, dominado por la tendencia “aggro” de la época, y a mediados del 2004, con el guitarrista Javier Bassino reemplazando a Hidalgo y el bajista Carlos Cid reemplazando a JP Lewin, lanza su primer disco “Chain Reaction”, el cual acaparó la atención del sello norteamericano Perris Records, distribuyendo el álbum debut en EE. UU., Japón y Europa.

## Nuevos Tiempos
En el año 2005 hacen contacto con el productor norteamericano David Prater, reconocido por su trabajo con bandas como Dream Theater y Firehouse. Prater arriba a Chile a producir su segundo disco después de un gran desgaste de los integrantes por reunir los recursos necesarios para contratarlo.
El resultado del trabajo con Prater fue “Nuevos Tiempos”, disco que marcaría un punto clave en su carrera, al significar la transición definitiva al idioma español, con un sonido más moderno y melódico.
Tras el lanzamiento de “Nuevos Tiempos” y su posterior firma con el sello chileno “Oveja Negra” en el 2006, la banda comienza a desprenderse de su estatus de banda underground y el nombre de °Fahrenheit comienza a aparecer por primera vez en medios masivos, cuando el primer single “Vuelvo a vivir” es emitido por Radio Rock/Pop de Chile y su videoclip obtiene rotación en la cadena internacional MTV.
A comienzos del 2007, la banda es invitada a participar en la primera “Cumbre del Rock Chileno”, uno de los eventos musicales más multitudinarios de la historia de la música chilena. El mismo año, Andrew Lurie, mánager del grupo norteamericano Evanescence, elige personalmente a Fahrenheit a través de myspace para abrir el show de Amy Lee y su banda en Chile. Ese mismo fin de semana, el grupo participaría en la primera edición de Vive Latino realizada en territorio chileno, compartiendo con artistas como Vicentico y Los Tres. 
A fines del 2007, la banda lanza la canción y video del tema homónimo del disco “Nuevos Tiempos”, planteando una propuesta musical y estética desconocida en el rock en español, alcanzando el ranking de “Los 10 + pedidos” de MTV.

## México y Caída Libre
En enero de 2009 y con distintos integrantes, Fahrenheit se radica en Ciudad de México por 15 meses, esperando consolidar su carrera en una industria musical extranjera, empresa que no prosperó como planificado. Sin embargo, el rechazo de la industria no les impidió grabar su tercer disco, "Caida Libre", de manera independiente. 
Ya de vuelta con poco orgullo pero mucha experiencia, comienza una lenta transición a lo que sería FHT, & sus Amigos, el residuo de Fahrenheit que continúa activo hasta el día de hoy.

## Influencias
Musicalmente fueron influenciados por bandas como Aerosmith, Queen, Def Leppard, Skid Row, Guns n' Roses, Van Halen, Dream Theater, Iron Maiden, Metallica, Europe, Journey, AC/DC y Negro Melo.

## Discografía
- Chain Reaction (2004).[12]
- Nuevos Tiempos (2007).
- Caída Libre (2010).

### Sencillos
- King of the night (2004)
- Vuelvo a vivir (2006)
- Inimaginable (2007)
- Nuevos tiempos (2007)
- Euforia (2008)
- Sentir (2010)

## Miembros
| Última formación - Carlos Otto – guitarra rítmica (2001–2014) - Carlos Cid – bajo (2004–2014) - Felipe Mira – voces (2007–2014) - Ignacio Torres – guitarra principal (2011–2014) - Andrés Torres – batería (2011–2014) | Miembros anteriores - Christopher "Chaz" Thomson – voces (2001–2007) - Gabriel Hidalgo – guitarra principal (2001; 2011) - Javier Bassino – guitarra principal (2001–2008) - Claudio Cordero – guitarra principal (2008) - Christopher Manhey – guitarra principal (2008–2010) - Pablo Lewin – bajo (2001–2004) - Ignacio Almarza – batería (2008–2010) - Diego Bombardiere – batería (2001–2008) |